# Milan (maison d'édition)
Pour les articles homonymes, voir Milan (homonymie).
Milan est une maison d'édition et groupe de presse français, propriété depuis 2004 de Bayard Presse qui, en 2002, vendait 3 % des livres pour la jeunesse en France[réf. obsolète].
Milan est en valeur le 8e éditeur jeunesse français.

## Historique

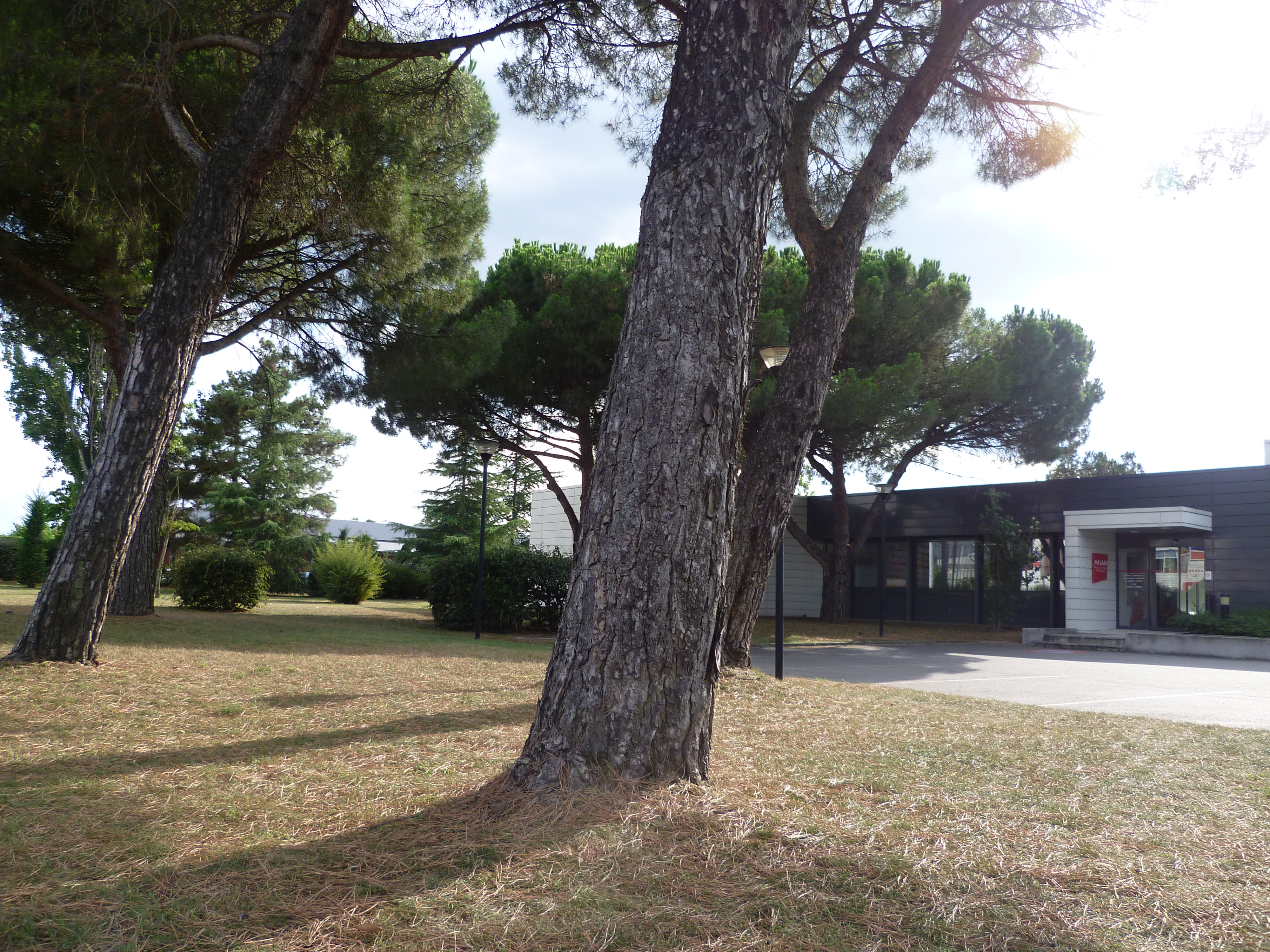
L'ancien siège social de Toulouse en 2010.

Milan Presse est créé à Toulouse en 1980 par Patrice Amen, éditeur-libraire, collectionneur de livres pour enfants ; Alain Oriol, professeur de français ; Bernard Grimaud, commercial ; et Michel Mazéries, chef d'entreprise. Le nom « Milan » a été choisi en référence au petit rapace noir (espèce protégée) qu'on peut apercevoir dans les Pyrénées et sur les berges de la Garonne. Le magazine destiné aux 5-7 ans Toboggan est créé cette même année.
Milan édition est créé en 1982, commençant avec des compilations d'histoires parues dans Mikado.
En 1985 sort Copain des bois, le guide des petits trappeurs de Renée Kayser, un livre inspiré par l'expérience de Patrice Amen chez les scouts. Le livre est un succès et est réédité plusieurs fois. Il est à l'origine de la collection documentaire « Copains ». Les magazines Wapiti puis Wakou sont lancés peu après, confirmant le positionnement de Milan en tant qu'éditeur « nature ».
Milan publie de la bande dessinée à la fin des années 1980. Deux albums sont primés au festival d'Angoulême : Soviet Zig Zag de Jean-Louis Tripp et Marc Barcelo reçoit le Prix Bloody Mary de l'ACBD en 1987 ; Jacques Gallard : Zoulou blues de Jean-Louis Tripp reçoit le Prix Lucien en 1987.
Milan Presse est le premier éditeur de presse jeunesse à proposer des magazines sur CD-ROM (Mobiclic, Toboclic en 1998), à décoder l'actualité pour les enfants (Les Clés de l'Actualité en 1996, et 1 jour 1 actu), et à avoir introduit des magazines thématiques comme Julie (pour les filles) en 1999.
En 1996, Milan crée une librairie jeunesse à Toulouse.

### Rachat par le Groupe Bayard
En 2004, Milan est racheté par le Groupe Bayard, groupe de presse et d’édition présent dans 16 pays, qui devient le 4e éditeur jeunesse en France et le leader sur le marché de la presse ludo-éducative.
En 2004, le lancement de Dragonologie (plus de 100 000 ex. vendus[réf. nécessaire]) ouvre la voie aux albums animés à la fabrication sophistiquée[réf. souhaitée]. La même année paraît le premier titre de la collection « Contes et comptines à toucher », collection qui a accumulé 400 000 exemplaires vendus[source insuffisante].
En 2005 parait le premier titre de la collection Mes P'tits docs. Cette collection, entièrement écrite par  Stéphanie Ledu, est devenue la première collection de documentaires sur le marché du livre jeunesse, et la 2e collection la plus empruntée en bibliothèques de 2016 à 2020. Le 100e numéro de la collection a été fêté en 2020 avec plusieurs concours réalisés entre septembre 2020 et février 2021.
En septembre 2015, Milan presse lance des hebdomadaires numériques à télécharger sur tablette et ordinateur[pertinence contestée]  (Tobo 3-6 et Tobo 7-10).

### Engagements
Milan Presse est partenaire depuis de nombreuses années, plus particulièrement depuis 2002[Quand ?] d'une campagne de solidarité internationale, Pas d'éducation, pas d'avenir, existant depuis 1946. Cette campagne s'engage ainsi en faveur de l'accès à l'éducation de toutes et tous dans le monde, avec une priorité pour les pays francophones notamment. Cette campagne permet en somme de financer des projets en faveur de la défense et de la promotion du droit à l'éducation.
Des magazines pour filles sont publiés régulièrement. Le premier est Manon, accessible dès l'âge de 7 ans, et Julie, adapté pour les 10-14 ans. La publication de ces magazines a pour ambition d'abdiquer les stéréotypes de genres, et de donner une place plus importante aux petites filles.
La maison d'édition est aussi engagée contre le harcèlement scolaire, proposant des ressources pour comprendre la problématique.
La maison d’édition publie Le cancer  de Camille Laurans, illustré par Stéphanie Rubini dans la collection “Mes p’tits pourquoi” en 2023 qui a pour but d’aider les enfants à comprendre cette maladie. Ce livre est publié à l’occasion du mois de sensibilisation au cancer du sein et est validé par des experts.

### Controverse
En février 2018, une pétition est lancée pour demander le retrait du livre On a chopé la puberté, jugé sexiste et dégradant pour les femmes. Deux jours après le lancement de la pétition, la maison d'édition annonce que l'ouvrage ne sera pas réédité. En 2018, le livre Les Chatouilles de Christian Bruel (auteur) et Anne Bozellec (illustration) dans lequel le comportement des enfants est jugé “trop sexué” pour un public de trois ans. Ce livre parle d’une bataille de chatouille entre une petite et son frère mais “la petite fille lèche l’oreille du petit garçon, le déculotte et le chatouille sur les fesses, etc.”.

## Publications périodiques

### En cours de publication
- Picoti et Picoti Gribouille (cahier de coloriages)
- Toupie
- Histoires pour les petits
- Toboggan
- Manon
- Petites mains
- J'apprends à lire
- Moi je lis
- GEO Ado, Le magazine de notre planète en partenariat avec Prisma Presse
- Wakou
- Wapiti
- Julie
- 1 Jour 1 Actu
- Curionautes des Sciences

### Publications passées
- Tobo 3-6 et Tobo 7-10
- Chaudron magique (2009-2011)
- Toboclic (2000-2015)
- Mobiclic (1998-2015)
- Alm@nak (2007-2008)
- Bilou (lancé en 2000)[15], publication trimestrielle destinée à l'éveil des bébés de six mois à trois ans
- Mikado (1983-1998)
- Lolie (2001-2007)
- Les Clés de l'actualité (jusqu'en février 2009)[16]
- Les Clés de l'actualité Junior (jusqu'en février 2009)[16]
- Lolie Test (jusqu'en 2009)[16]
- Zaza Mimosa (jusqu'à l'été 2009)[16]
- Mixman
- Les Aventuriers devenu en 2003 Toutàlire
- Champions (CP, CE1, CE2)
- Planète Wakfu, sur la série télévisée d'animation Wakfu, en partenariat avec Ankama
- Oxébo
- "Six of Crows" (2016)